# حركة اجتماعية
الحركات الاجتماعية هي نوع من العمل الجماعي وتتكون من جماعات غير رسمية أحيانا بأعداد كبيرة لأفراد أو مؤسسات لتركز على قضية سياسية أو اجتماعية. بمعنى اخر، تقوم الحركة الاجتماعية على مقاومة أو رفض أو تنفيذ تغيير اجتماعي ما.
أصبحت الحركات الحديثة في المجتمع الغربي ممكنة من خلال التعليم وزيادة تنقل اليد العاملة بسبب الصناعة وتحضر مجتمعات القرن التاسع عشر. ويُعتقد احيانا بأن حرية التعبير والتعليم والاستقلال الاقتصادي السائد في الثقافة الغربية من مسببات ظهور الحركات الاجتماعية المعاصرة بعدد لم يسبق به من قبل. لكن اخرين أشاروا إلى أن العديد من الحركات الاجتماعية نشأت في المائة سنة الماضية، مثل الماو ماو في كينيا لمعارضة الإستعمار الغربي. على أية حال، فإن الحركات الاجتماعية لازالت مرتبطة بأنظمة سياسية وديموقراطية. ساهمت احياناً الحركات الاجتماعية في دمقرطة الدول مما أدى إلى ازدهارها في الغالب. وعلى مدى المئتين سنة الماضية أصبحت الحركات الاجتماعية تعبير عالمي للمعارضة.
استفادت الحركات المعاصرة من التكنلوجيا عن طريق حشد الاشخاص في مختلف انحاء العالم. حيث يعتبر استخدام وسائل التواصل الرائجة هو اسلوب من اساليب الحركات الناجحة. وبدأت البحوث باكتشاف مدى ارتباط دعم المنظمات للحركات الاجتماعية في الولايات المتحدة وكندا باستخدام وسائل التواصل الاجتماعية لتسهيل المشاركة الميدانية والعمل الجماعي. كما طورت علوم السياسة وعلم الاجتماع النظريات والبحوث التجريبية المختفلة على الحركات الاجتماعية، على سبيل المثال: وضحت بعض بحوث العلوم السياسية العلاقة بين الحركات المعروفة وظهور الأحزاب السياسية الجديدة، بالإضافة إلى مناقشة دور الحركات الاجتماعية في وضع جدول الأعمال وتأثيرها على السياسة.

## تعاريف
عرف تشارليز تيلي الحركات الاجتماعية على انها سلسلة من الاداء المتواصل والمعارضات والحملات التي يقوم بها اشخاص عاديين لرفع مجموعة من المطالب.اعتبر تيلي الحركات الاجتماعية وسيلة مهمة تسمح للاشخاص العاديين المشاركة في السياسة. للحركة الاجتماعية ثلاثة عناصر مهمة من وجهة نظر تيلي:
- الحملات:

وهي الجهد العام المنظم والمستمر لتقديم المطالبات الجماعية لسلطة محددة.
- مجموعة الإدعاء:

وهي العمل على جمع بعض اشكال الأعمال السياسية التالية: إنشاء جمعيات ذات اهداف محددة وتحالفات واجتماعات عمومية ومسيرات رسمية واعتصامات ومظاهرات وتقديم عريضة وإلقاء كلمة للإعلام وتوزيع المنشورات.
- ظهور مفهوم الأحقية والوحدة والأعداد والإخلاص (WUNC):

وتعني تضافر المشاركين على الصعيد العام لتمثيل صورة الأحقية والوحدة والأعداد والإخلاص على انفسهم أو/و دوائرهم الانتخابية.عرف سيدني ترو الحركة الاجتماعية على انها الاعتراضات الجماعية ضد النخب والسلطات ومجموعات أخرى أو قوانين ثقافية، يقوم بها اشخاص يشتركون في نفس الأهداف ويتفاعلون باستمرار مع النخب والمعارضين والسلطات. وفرق ترو بالتفصيل بين الحركات الاجتماعية والأحزاب السياسية وجماعات الدعوة. وفقا لتعريف بول فان سيترس وبول جيمس للحركة الاجتماعية فإنها تستلزم الشروط التالية كحد ادنى:
1. وجود نوع من الهوية المشتركة 2- تطور التوجه المعياري المشترك 3- الحرص المشترك على تغيير الوضع الراهن 4- حدوث انشطة فعلية مرتبطة ببعضها البعض موضوعيا على الأقل. إذاً نعرف الحركة الاجتماعية على أنها شكل من اشكال الترابط السياسي بين اشخاص ونظرائهم الذين يشتركون بنفس الهدف ويتكافلون جميعهم لإحداث تغيير في المجتمع لأجل ذلك الهدف.

## التاريخ

### البدايات
ارتبطت نهضة الحركات الاجتماعية الحديثة بالاقتصاد والتغييرات السياسية التي حدثت في بريطانيا في منتصف القرن الثامن عشر والتي تضمنت تفعيل الدور السياسي والقيمة السوقية والبلترة. نشطت الحركة الجماعية الأولى لمناصرة جون ويلكس الشخصية السياسية المثيرة للجدل. حيث هاجم جون ويلكس رئيس تحرير صحيفة نورث بريتن الإدارة الجديدة للورد بوت بشدة كما انتقد شروط السلام التي قبلت بها الحكومة في معاهدة باريس عام 1763 بعد حرب دامت سبع سنوات. اُعتفل ويلكس بعد صدور امر قضائي بتهمة التحريض، مستنكراً اعتقاله حيث وصفه بالغير قانوني. حكم رئيس القضاة لصالح ويلكس في نهاية المطاف. ونتيجة لهذا الحدث أصبح ويلكس رمزاً لحركة السيادة الشعبية المتزايدة بين اوساط الطبقة المتوسطة، هاتفين: «ويلكس والحرية». .وبعد فترة النفي بتهم القدح والفحش، مثَل ويلكس المجلس البرلماني في ميدلسكس حيث يوجد اغلب مؤيديه. ظهرت حركة جماعية مناصرة تظاهرت في الطرقات في فترة سجن ويلكس في العاشر من آذارعام 1768 . وبعد نزع احقيته في البرلمان، أصبح ويلكس رئيس مجلس محلي للندن عام 1769وناشط لجماعة تدعى مجتمع لأنصار وثيقة الحقوق، حيث عززت سياسات ويلكس بشدة. كانت هذه أول حركة اجتماعية متواصلة ومدعومة، حيث تضمنت اجتماعات عامة ومظاهرات وتوزيع منشورات على نطاق غير مسبوق ومسيرات جماعية. ولكن حرصت هذه الحركة على عدم تجاوز الحدود وعدم السماح بالتمرد، وحاولت إصلاح اخطاء في الحُكم من خلال المناشدة بسابقات قانونية موجودة وتُصورت لتكون شكل مُحفز لتحقيق الترتيب التوافقي والدستوري برلمانياً. اجبرت قوة ونفوذ هذه الحركة السلطات للتنازل لمطالبات الحركة. كما اعيد ويلكس للبرلمان، وأُعلن عدم دستورية الأوامر القضائية وزادت حرية الصحافة حتى غطت النقاشات البرلمانية.
اندلعت مظاهرات لحركة كبيرة ضد الكاثلوكية، قضت على عدد من العقوبات والمصاعب التي يعاني منها الكاثلوكيوون الروم في بريطانيا، حيث وجهها

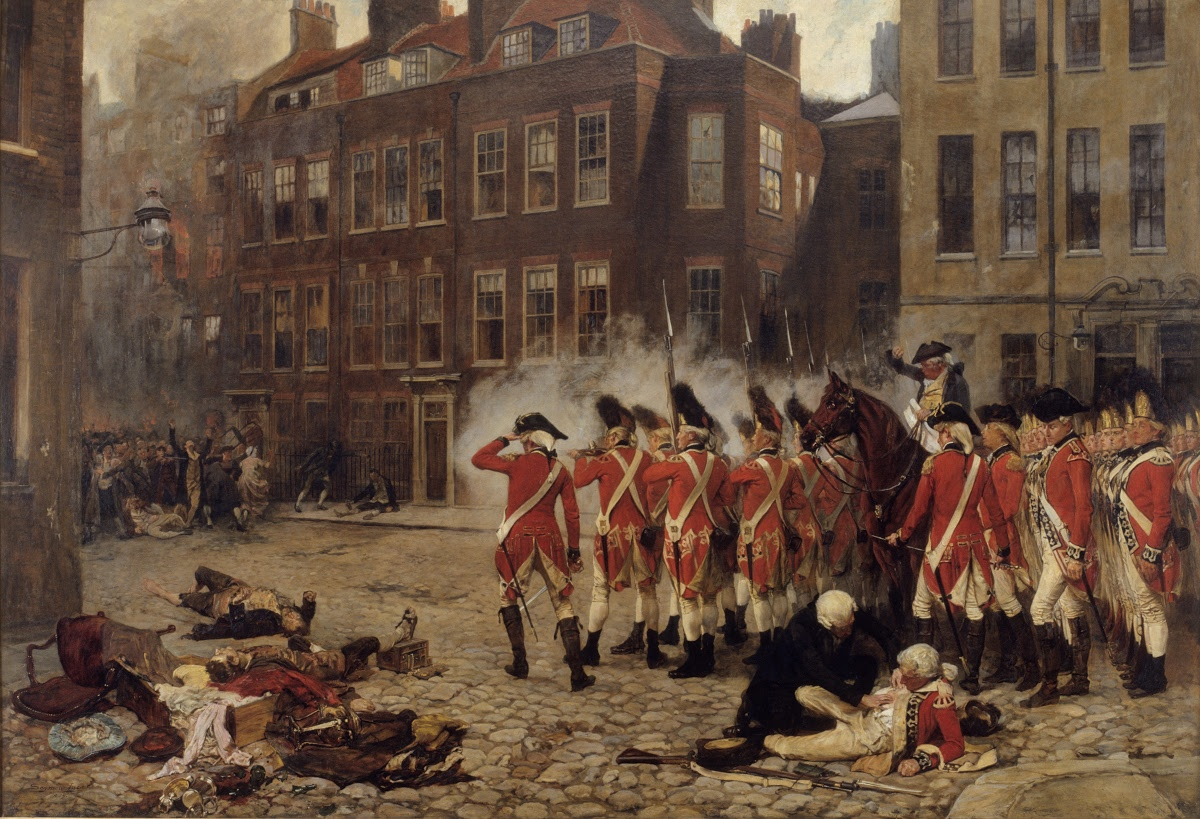
أعمال شغب غوردون مصورة في لوحة للرسام جون سيمور لوكاساللورد

 جورج غوردون الذي أصبح رئيساً للجمعية البروتستانتية عام 1779. وتلقت الجمعية الدعم من شخصيات كالفينية قيادية مثل رولاندهيل وايراسموس ميدلتون وجون ريبون. كان غوردون داعٍ فصيح أثار الكثير من مخاوف البابوية وبالعودة إلى النظام الملكي المطلق. تدهور الوضع بسرعة، وفي عام 1780 بعد اجتماع للجمعية البروتستانتية سار اعضاءها لمجلس العموم لإيصال عريضة تطالب بالغاء القانون ولكن رفضتها الحكومة. بعد ذلك بفترة قصيرة قامت الحشود الغاضبة بأعمال شغب كبيرة في أنحاء لندن والسفارات والشركات الكاثوليكية.
ومن الحركات السياسية التي ظهرت في اواخر القرن الثامن عشر الحركة البريطانية لإبطال العبودية. قال يوجين بلاك عام 1963 : «أصبح التاثير السياسي الشعبي المتوسع ممكناً بفضل الجمعيات». المنظمة السياسية البرلمانية الحديثة هي نتاج اواخر القرن الثامن عشر، ولا يمكن ان يٌكتب تاريخ الإصلاح من دونها.

### التطور والإنتشار

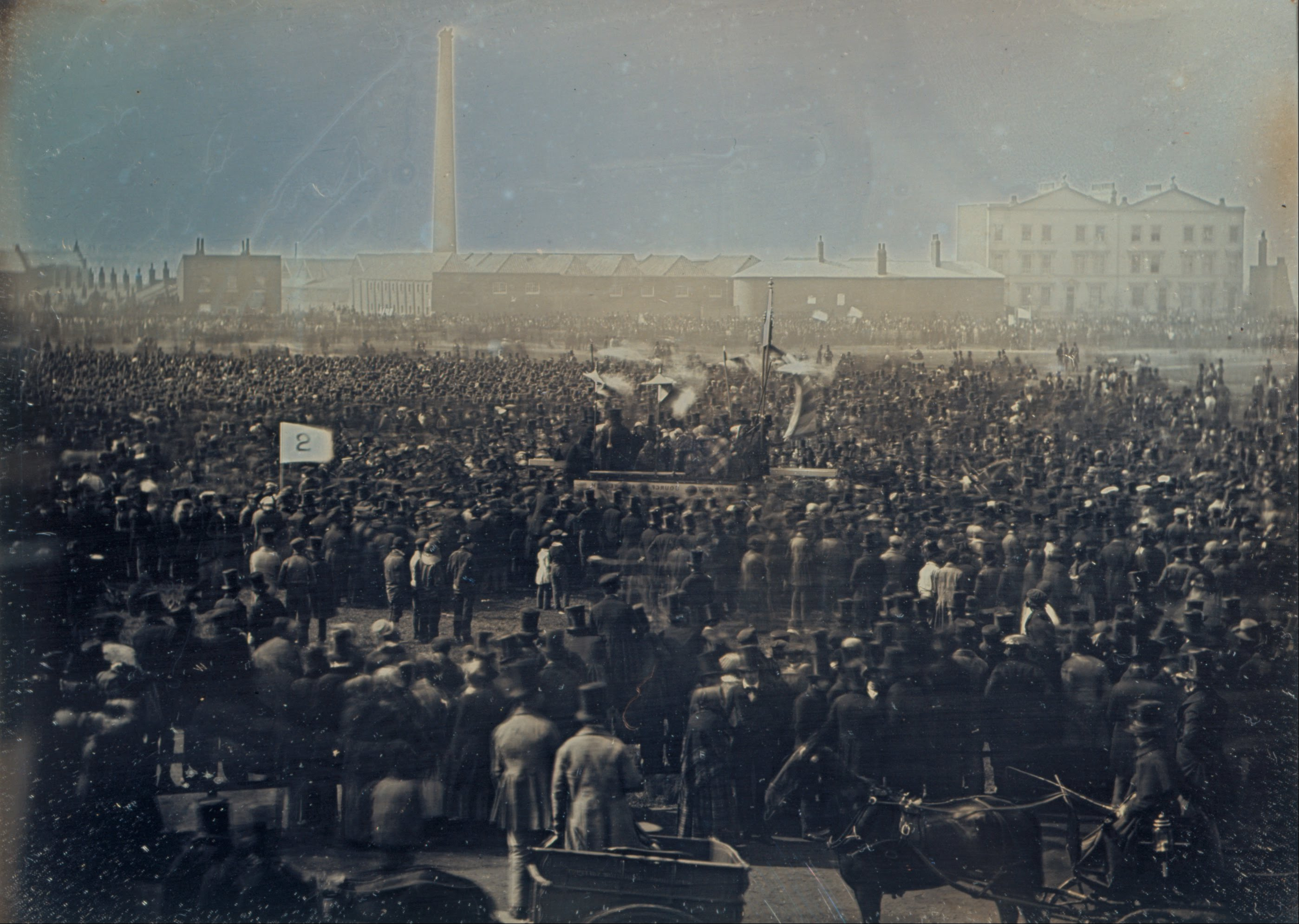
اجتماع مؤيدي الحركة الوثيقية في كيننجتون كومون في لندن 1848

اجتماع مؤيدي الحركة الوثيقية في كيننجتون كومون في لندن. منذ عام 1815 وبعد انتصار بريطانيا في الحروب النابليونية، دخلت بريطانيا في فترة من الاضطرابات الاجتماعية ذات الوعي الشديد بالحركات الاجتماعية وجمعيات المصالح الخاصة. كانت الحركة الوثيقية هي حركة التجمع الأولى للطبقة العاملة في العالم، وانشئت للإصلاح السياسي بين عام 1838و عام 1848 واعتبر ميثاق عام 1838 البيان الرسمي لها. ودعا الميثاق إلى الاقتراع العام وتنفيذ الاقتراع السري والعديد من الأمور الأخرى. وفي عام 1848 استخدم العالم الألماني لورنز فون شتاين مصطلح «الحركات الاجتماعية» في كتابه (الحركات الاشتراكية والشيوعية منذ الثورة الفرنسية الثالثة) حيث قدم مصطلح «الحركة الاجتماعية» للمناقشات العلمية. كان للحركات السياسية مطالب اجتماعية اُعتبرت من صور المطالبة بحقوق الرعاية الاجتماعية.
قاد مارتن لوثر كنج حركة الحقوق المدنية في الولايات المتحدة والتي تعتبر من أشهر حركات القرن العشرين. ٌتعد الحركة العمالية والحركة الاشتراكية نماذج للحركات الاجتماعية التي تهدف لإنشاء احزاب/مؤسسات شيوعية واجتماعية ديموقراطية. كما اعتبرت هذه الحركات في الدول الأفقر وسيلة ضغط لاستمرار الإصلاح، على سبيل المثال: أدت الثورة الروسية في عام 1905 وعام 1917 إلى سقوط نظام القيصرية بعد انتهاء الحرب العالمية الأولى. وفي عام 1945 دخلت بريطانيا في فترة من الإصلاح والتغيير الجذري بعد انتصارها في الحرب العالمية الثانية. وفي فترة ما بعد الحرب ظهرت العديد من الحركات مثل: حركة حقوق المرأة وحركة حقوق المثليين وحركة الحقوق المدنية وحركة السلام والحركة البيئية وحركة مكافحة السلاح النووي، غالبا ما اُطلق عليهم اسم الحركات الاجتماعية الجديدة. أدت هذه الحركات إلى العديد من الأمور من بينها ظهور الأحزاب والمؤسسات الخضر التي تأثرت بحركة اليسار الجديد. ويجد البعض ظهور حركات اجتماعية عالمية جديدة في اواخر التسعينات مثل الحركة المضادة للعولمة. يفترض بعض العلماء بأنه ومع تسارع وتيرة العولمة فإن احتمال ظهور نوع جديد من الحركات الاجتماعية غيرظاهر.

### العمليات الرئيسية
يكمن تاريخ الحركات الاجتماعية في العديد من العمليات الرئيسية. أدى التحضر إلى قيام مستوطنات أكبر حيث أُتيح للأشخاص ذوي الأهداف المتشابهة أن يجدوا بعضهم البعض ويتجمعون وينظمون بعضهم. سهّل هذا الأمر التفاعل الاجتماعي بين عشرات الأشخاص، وقد ظهرت هذه الحركات الاجتماعية للمرة الأولى في هذه المناطق الحضرية. وبالمثل، فإن عملية التحول الصناعي التي جمعت أعدادًا كبيرة من العمال في نفس المنطقة تفسر سبب معالجة العديد من تلك الحركات الاجتماعية المبكرة لقضايا مهمة للطبقة العاملة كالرفاهية الاقتصادية. نشأت العديد من الحركات الاجتماعية الأخرى في الجامعات حيث جمعت عملية التعليم الجماهيري الإلزامي العديد من الناس معًا. مع تطور تقنيات الاتصال، أصبح إنشاء الحركات الاجتماعية وأنشطتها أمرًا أسهل، فمن الكتيبات المطبوعة المتداولة في مقاهي القرن الثامن عشر إلى الصحف والإنترنت، أصبحت كل هذه الأدوات عوامل مهمة في نمو الحركات الاجتماعية. أخيرًا، أدى انتشار الديمقراطية والحقوق السياسية مثل حرية التعبير إلى تسهيل إنشاء وعمل الحركات الاجتماعية.

## التعبئة الجماهيرية
غالبًا ما تفشل الحركات الاجتماعية الوليدة في تحقيق أهدافها لأنها تفشل في تعبئة أعداد كافية من الناس. يقول سيرجا بوبوفيتش، مؤلف كتاب «المخطط التفصيلي للثورة» والمتحدث الرسمي لحركة أوتبور!، إن الحركات تنجح عندما تعالج القضايا التي يهتم بها الناس بالفعل. «من غير الواقعي أن نتوقع من الناس أن يهتموا أكثر مما يهتمون به بالفعل، وأي محاولة لجعلهم يفعلون ذلك محكومة بالفشل». غالبًا ما يرتكب النشطاء خطأ محاولة إقناع الناس بمعالجة قضاياهم. غالبًا ما تبدأ إستراتيجية التعبئة التي تهدف إلى إحداث تغيير على نطاق واسع بتحريك مسألة صغيرة تهم الكثير من الناس. على سبيل المثال، بدأت الحركة الناجحة لمهاتما غاندي للإطاحة بالحكم البريطاني في الهند كاحتجاج صغير ركز على الضريبة البريطانية على الملح.
يجادل بوبوفيتش أيضًا بأن أي حركة اجتماعية ذات فرصة ضئيلة للنمو إذا اعتمدت على الخطب المملة والمسيرات المعتادة للتلويح باللافتات. فهو يجادل لإنشاء حركات يرغب الناس بالفعل الانضمام إليها. لقد نجحت حركة أوتبور! لأنها كانت ممتعة ومضحكة وابتكرت طرقًا مصورة للسخرية من الديكتاتور سلوبودان ميلوشيفيتش. لقد حولت الإيمان بالقضاء والقدر والسلبية إلى أفعال من خلال جعل فكرة أن يصبح المرء ثوريًا أمرًا سهلًا، بل جذابًا أيضًا؛ مروجةً لنفسها ضمن شعارات عصرية وموسيقى الروك ومسرح الشارع. تُظهر تينا روزنبرغ في كتابها «انضم إلى النادي، كيف يمكن لضغط الأقران تغيير العالم» كيف تنمو الحركات عندما يكون هناك نواة من الفاعلين المتحمسين الذين يشجعون الآخرين على الانضمام إليها.

## أنواع الحركات الاجتماعية
صنف علماء الاجتماع عدة أنواع للحركات الاجتماعية:
- من حيث المجال:
- حركة الإصلاح:

هي حركات تشجع تغيير بعض القوانين والمعايير.على سبيل المثال: النقابة الحرفية التي تهدف إلى زيادة حقوق العمال والحركة الخضراء التي تدعوا إلى سن مجموعة من القوانين البيئية وحركات تأييد عقوبة الإعدام أو الحق في الإجهاض. تهدف بعض حركات الإصلاح إلى تغيير في العرف والمعايير الأخلاقية مثل شجب إنتاج المواد الإباحية أو انتشار أحد لأديان.
- الحركة الراديكالية:

هي حركات تقوم بتغيير انظمة القيم جذرياً. على سبيل المثال: حركة الحقوق المدنية في الولايات المتحدة التي دعت إلى تحقيق المساواة وطالبت بالحقوق المدنية كاملة لجميع الأمريكيين بغض النظر عن العرق، وايضا حركة التضامن البولندية التي طالبت بتحويل نظام الستالينية السياسي والاقتصادي إلى نظام ديموقراطي وحركة سُكان الاكواخ في جنوب أفريقيا التي طالبت بالدمج الكامل لسكان الأكواخ مع حياة المدن.
- نوع التغيير:
  - حركة الابتكار - الحركات التي تريد إدخال أو تغيير أعراف وقيم معينة وما إلى ذلك. إن حركة التفرد التي تدعو إلى اتخاذ اجراءات مدروسة لتأثير وضمان سلامة التفرد التكنولوجي هي مثال على حركة الابتكار.
  - الحركة المحافظة - الحركات التي تريد الحفاظ على الأعراف والقيم الحالية وما إلى ذلك. فمثلًا، يمكن اعتبار حركة لاضية المناهضة للتكنولوجيا في القرن التاسع عشر أو الحركة الحديثة التي تعارض انتشار الطعام المعدل وراثيًا على أنها حركات محافظة من حيث أنها تهدف إلى مكافحة تغييرات تكنولوجية محددة.
- الفئات المستهدفة:
  - حركات تركز على الجماعة - تركز على المجموعات أو المجتمع بشكل عام كالدعوة إلى تغيير النظام السياسي. تتحول بعض هذه المجموعات إلى حزب سياسي أو تنضم إليه، لكن العديد منها يظل خارج نظام الحزب السياسي الإصلاحي.
  - حركات تركز على الفرد - تركز على التأثير على الأفراد. تندرج معظم الحركات الدينية تحت هذه الفئة.
- طرائق العمل:
  - الحركات السلمية - الحركات المختلفة التي تستخدم وسائل احتجاج غير عنيفة كجزء من حملة المقاومة اللاعنفية، وغالبًا ما تسمى أيضًا المقاومة المدنية. تندرج في هذه الفئة حركة الحقوق المدنية الأمريكية أو حركة التضامن البولندية أو الجناح اللاعنفي لحركة الاستقلال الهندية الموجه للعصيان المدني.
  - حركات عنيفة - حركات شتّى تلجأ إلى العنف. عادة ما يكون أفرادها مسلحين وفي الحالات القصوى يمكن أن يتخذوا شكل منظمة شبه عسكرية أو منظمة إرهابية. أمثلة جماعة الجيش الأحمر، تنظيم القاعدة.
- قديم وجديد:
  - الحركات القديمة - حركات تغيير موجودة منذ قرون عديدة. معظم أقدم الحركات المعترف بها، التي يعود تاريخها إلى أواخر القرنين الثامن عشر والتاسع عشر، ناضلت من أجل مجموعات اجتماعية معينة كالطبقة العاملة والفلاحين والبيض والأرستقراطيين والبروتستانت والرجال. كانت تتمحور عادة حول بعض الأهداف المادية مثل تحسين مستوى المعيشة أو الاستقلال السياسي للطبقة العاملة.
  - حركات جديدة - حركات سادت منذ النصف الثاني من القرن العشرين. تشمل الأمثلة البارزة حركة الحقوق المدنية الأمريكية، والموجة النسوية الثانية، وحركة حقوق المثليين، والحركة البيئية، ومعارضة مراقبة الحشود وما إلى ذلك، وعادة ما تتمحور حول القضايا التي تتعدى الطبقة ولكنها ليست منفصلة عنها.
- النطاق:
  - الحركات العالمية - الحركات الاجتماعية ذات الأهداف والغايات العالمية (عابرة للحدود الوطنية). تسعى حركات مثل  الأممية الأولى (حيث التقى ماركس وباكونين) والأممية الثانية والثالثة والرابعة، والمنتدى الاجتماعي العالمي، والحراك العالمي للشعوب، والحركة الأناركية إلى تغيير المجتمع على المستوى العالمي.
  - الحركات المحلية - معظم الحركات الاجتماعية ذات نطاق محلي.[7] تركز على أهداف محلية أو إقليمية كحماية منطقة طبيعية معينة أو الضغط من أجل تخفيض الرسوم في طريق سريع معين أو الحفاظ على مبنى على وشك الهدم بغية التحسين وتحويله إلى مركز اجتماعي.

## تحديد المؤيدين
| «لو أن التاريخ قد أثبت أمرًا واحدًا، فهو أن اهتمام البيض وتعاطفهم مع العدالة الاجتماعية للسود سريع الزوال. إذ يضمحل عندما تختفي الكاميرات.» - حسن كوامي جيفريز، أستاذ تاريخ في ولاية أوهايو |

تكمن صعوبة دراسة الحركات في حقيقة أن معظم الجهات الفاعلة الداخلية للحركة أو الجهات الخارجية يستخدمون تسميات متسقة أو حتى عبارات وصفية. ما لم يكن ثمة قائد واحد يفعل ذلك، أو نظام رسمي لاتفاقيات العضوية، يستخدم النشطاء عادةً تسميات متنوعة وعبارات وصفية تتطلب التبيان من قِبل العلماء عندما يشيرون إلى نفس الأفكار أو أفكار متشابهة، ويعلنون عن أهداف متشابهة، ويتبنون برامج حراك مشابهة ويستخدمون أساليب متماثلة. يمكن أن تُوجد اختلافات كبيرة في طريقة العمل لتمييز العضو أو المجموعة الحليفة عن غيرها.
الجهات الداخلية: غالبًا ما يضخمون من مستوى الدعم معتبرين الأشخاص الذين يكون مستوى نشاطهم أو دعمهم ضعيفًا أشخاصًا مؤيدين، ولكنهم يرفضون أيضًا أولئك الذين قد تعتبرهم الجهات الخارجية مؤيدين لأنهم يشوهون القضية أو حتى يُنظر إليهم على أنهم خصوم.
الجهات الخارجية: غير الداعمين الذين قد يميلون إما إلى التقليل أو المبالغة بتقدير مستوى أو دعم أو نشاط عناصر حركة ما من خلال تضمين أو استبعاد العناصر التي قد تستبعدها أو تدرجها الجهات الداخلية.
غالبًا ما تكون الجهات الخارجية هي من تقوم بتطبيق العلامات التعريفية للحركة التي قد تتبناها الجهات الداخلية في التعريف عن نفسها وقد تمتنع عنها. على سبيل المثال، طُبقت تسمية الحركة السياسية المستوية في إنجلترا في القرن السابع عشر من قبل خصومهم كمصطلح الازدراء. لكن المعجبين بالحركة وأهدافها جاءوا فيما بعد لاستخدام المصطلح، وهو المصطلح الذي يعرفهم به التاريخ.
يجب توخي الحذر دائمًا في أي مناقشة للظواهر غير المتبلورة كالحركات مثلًا للتمييز بين آراء الجهات الداخلية والخارجية والمؤيدين والخصوم الذين قد يكون لكل منهم أغراضه وأجنداته الخاصة في تشخيصها أو التوصيف الخاطئ لها.